# Mẹ Đức Kitô
Mẹ Đức Kitô (tiếng Hy Lạp là Christotokos) một tước hiệu dành cho Đức Maria. Tước hiệu này thường đi liền với tước hiệu Mẹ Thiên Chúa (Theotokos) được nêu lên lần đầu tiên trong Công đồng Êphêsô (431) nhằm chống lại lạc giáo Nestôriô .
Trong thần học Công giáo, tước hiệu Mẹ Thiên Chúa, không có ý rằng Maria là Mẹ của Thiên Chúa Cha hay Mẹ từ trước muôn đời, nhưng Bà là Mẹ của Chúa Giêsu. Mà Chúa Giêsu là Thiên Chúa từ giây phút đầu tiên khi Ngài thụ thai trong cung lòng Maria, do đó Đức Maria đúng là Mẹ Thiên Chúa hay Mẹ của Chúa Giêsu.
Nestôriô (386-451) đã đưa ra một lạc thuyết, cho rằng: "Mẹ Maria không phải là mẹ của Thiên Chúa, chỉ là mẹ của một con người mà Con Thiên Chúa đã kết hợp với. Chúa Giêsu là hai con người khác nhau: một nhân loại và một Thiên Chúa". Lạc thuyết này đã bị công đồng Êphêsô (431) lên án. Công đồng này xác định Đức Maria là "Mẹ Thiên Chúa" (Giáo lý Giáo hội Công giáo 509), và điều này cũng được nhắc lại trong những công đồng sau đó, như Chalcedon (451) và Constantinopolis (533).